# تفلق الأيكات الساحلية
مرعة طويلة المنقار (الاسم العلمي: Rallus longirostris) (بالإنجليزية: Mangrove Rail)‏ هي نوع من الطيور تتبع جنس المرعة من فصيلة المرعات.